# Vranjevići (Foča)
Pour les articles homonymes, voir Vranjevići.
Vranjevići (en serbe cyrillique : Врањевићи) est un village de Bosnie-Herzégovine. Il est situé dans la municipalité de Foča et dans la république serbe de Bosnie. Selon les premiers résultats du recensement bosnien de 2013, il compte 26 habitants.

## Démographie

### Répartition de la population par nationalités (1991)
En 1991, le village comptait 86 habitants, répartis de la manière suivante :